# Теологічна освіта
Теологі́чна, або богосло́вська, або релігі́йна осві́та — система професійної підготовки служителів релігійних культів, фахівців-теологів, викладачів богослів'я у різного типу й рівня духовних навчальних закладах.

## Історія
Виникнення й розвиток релігійної освіти пов'язані з історією формування релігії в давніх державах Сходу (Вавилонія, Єгипет та інші), з ускладненням богословських систем, знання яких потребувало спеціальної підготовки священнослужителів і систематичного тлумачення релігійного вчення населенню.
З виникненням буддизму (VI—V століття до н. е.) навчання населення релігії проводили в монастирських школах. У християнстві (I століття н. е.) теологія стала предметом вивчення в катехізичних і загальноосвітніх школах Александрії (Єгипет), Єрусалима, Рима та інших міст Римської імперії і Візантії.
Найбільшого розвитку релігійна освіта набула в епоху феодалізму, коли монополія на освіту перебувала в руках церкви, а сама освіта мала переважно богословський характер. Теологія була основним предметом і світської, у тому числі вищої, школи, що виникла в середні віки. Згодом, у зв'язку з розвитком світської школи, що почався в період Реформації (перша половина XVI століття), релігійну освіту витіснили зі сфери духовного життя суспільства. Проте професійна підготовка духовенства, фахівців-теологів і релігійне навчання населення безперервно здійснюються в багатьох країнах і донині.
Основне в релігійній освіті — вивчення так званих священних, канонічних книг: у буддизмі — Тіпітака та інші, у ісламі — Коран, у християнстві — Біблія, в юдаїзмі — біблейський Старий завіт і Талмуд. У них викладаються учення Яхве, Будди, Ісуса Христа, Мухаммеда (Магомета) та інших, що вважаються засновниками релігії, або їхніх послідовників, учнів (апостолів) та пророків; система догматів певного віровчення, вироблених і затверджених вищими церковними інстанціями (соборами, папськими енцикліками і таким іншим).

### Теологічна освіта в СРСР
У СРСР відповідно до декрету «Про відділення церкви від держави і школи від церкви» (1918) вивчання релігійних віровчень у всіх державних і суспільних навчальних закладах було заборонене. Формально громадяни могли вивчати релігію лише приватно.
Вивчення релігії було заборонене і в державних школах Болгарії, Чехословаччини, Югославії та інших країнах так званого соціалістичного табору. У Польщі для всіх охочих релігійне навчання проводилося при костелах, в Угорщині катехізис викладали в церковних приміщеннях і факультативно — в загальноосвітніх школах.

## Сучасність
Нині церква має мережу власних навчальних закладів, що дають релігійну (богословську, теологічну) освіту, серед них:
- Духовні навчальні заклади, що готують професійних служителів релігійних культів і богословів.
- Конфесійні (створені за віросповідною ознакою) навчальні заклади церковноприходського типу — ними завідує місцеве духівництво. Вони дають не професійні, але систематизовані знання в галузі певного віровчення. Наприклад, у буддизмі — це монастирські школи, в мусульманстві — мектеби (куттаби) і коранічні школи при мечетях, у християнстві — катехізичні школи при храмах, костелах.
- Загальноосвітні початкові, середні та вищі школи, що належать певній релігійній організації, де нарівні з іншими предметами вивчається теологія.

Для навчання релігії використовуються молитовні приміщення (мечеті, храми, синагоги і таке інше), а також приватні, в основному конфесійні, недільні, вечірні, заочні школи і курси, засоби масової інформації (радіо, телебачення, преса тощо), кінофільми з релігійним вмістом, богословська література.

### Вища богословська освіта
Нині вищу богословську освіту надають богословські (теологічні) факультети вищих навчальних закладів або спеціальні духовні навчальні заклади — духовні академії. В Україні це: Київська духовна академія (відновлена у 1992 році), Київська православна богословська академія, Український католицький університет (Львів), Інститут релігійних наук святого Томи Аквінського в місті Києві, Ужгородська греко-католицька богословська академія імені Теодора Ромжі, Ужгородська українська богословська академія, Чернівецький православний богословський інститут.